# Calle de Dolz del Castellar
La calle de Dolz del Castellar es una vía pública de la ciudad española de Sagunto.

## Descripción
La vía discurre desde la calle de Valencia hasta la avenida del País Valenciano. Se llamó en el pasado «carrer de les Llimeres», pero con el título actual honra al teólogo saguntino Esteban Dolz del Castellar. Aparece descrita en el Nomenclator de las calles, plazas y puertas antiguas y modernas de la ciudad de Sagunto (1901) de Antonio Chabret y Fraga con las siguientes palabras:

Dolz del Castellar (calle de). Tiene su entrada por la calle de Valencia y desemboca en la plaza de la Estación. Llamábase antes de les Llimeres, seguramente por la existencia de estos frutales en los huertos que formaban casi en su totalidad esta calle. Hoy se ha urbanizado en el extremo que aboca á la plaza de la Estación, y se le ha dado el nombre de un ilustre hijo de Sagunto, Dr. D. Esteban Dolz del Castellar, excelente teólogo, orador notable y propagandista entusiasta del culto á María Santísima en el siglo XVIII, el cual, fomentaba su devoción publicando una hoja volante que repartía gratis y la titulaba «Diario de Nuestra Señora».
(Chabret y Fraga, 1901, p. 52)